# Lambdophallus
Lambdophallus is een geslacht van kreeftachtigen uit de klasse van de Malacostraca (hogere kreeftachtigen).

## Soort
- Lambdophallus sexpes Alcock, 1900